# Esquadrão Aeroterrestre de Salvamento
O Esquadrão Aeroterrestre de Salvamento (EAS), mais conhecido como PARA-SAR ('PARA' de paraquedistas, 'SAR' do inglês Search and Rescue, "busca e salvamento"), é um esquadrão paraquedista de Operações Especiais e Busca e Resgate da Força Aérea Brasileira, baseado na Base Aérea de Campo Grande, Mato Grosso do Sul e é comandado por um Coronel de Infantaria.
SAR é uma doutrina utilizada mundialmente pelas Forças Armadas e diversas unidades especiais.  O Brasil possui sete equipes SAR, que integram as unidades helitransportadas da FAB, Manaus (AM), Recife (PE), Pirassununga (SP), Rio de Janeiro (RJ),  Santa Maria (RS), Natal (RN) e Belém (PA), todas doutrinadas pelo PARA-SAR.
O esquadrão não possui aviões ou helicópteros, o grupo é transportado por outros esquadrões aos locais onde precisa agir.
O PARA-SAR tem por finalidade a instrução das equipes de resgate da Força Aérea Brasileira e a realização de missões de Operações Especiais e Busca e Salvamento.

## Cursos Operacionais

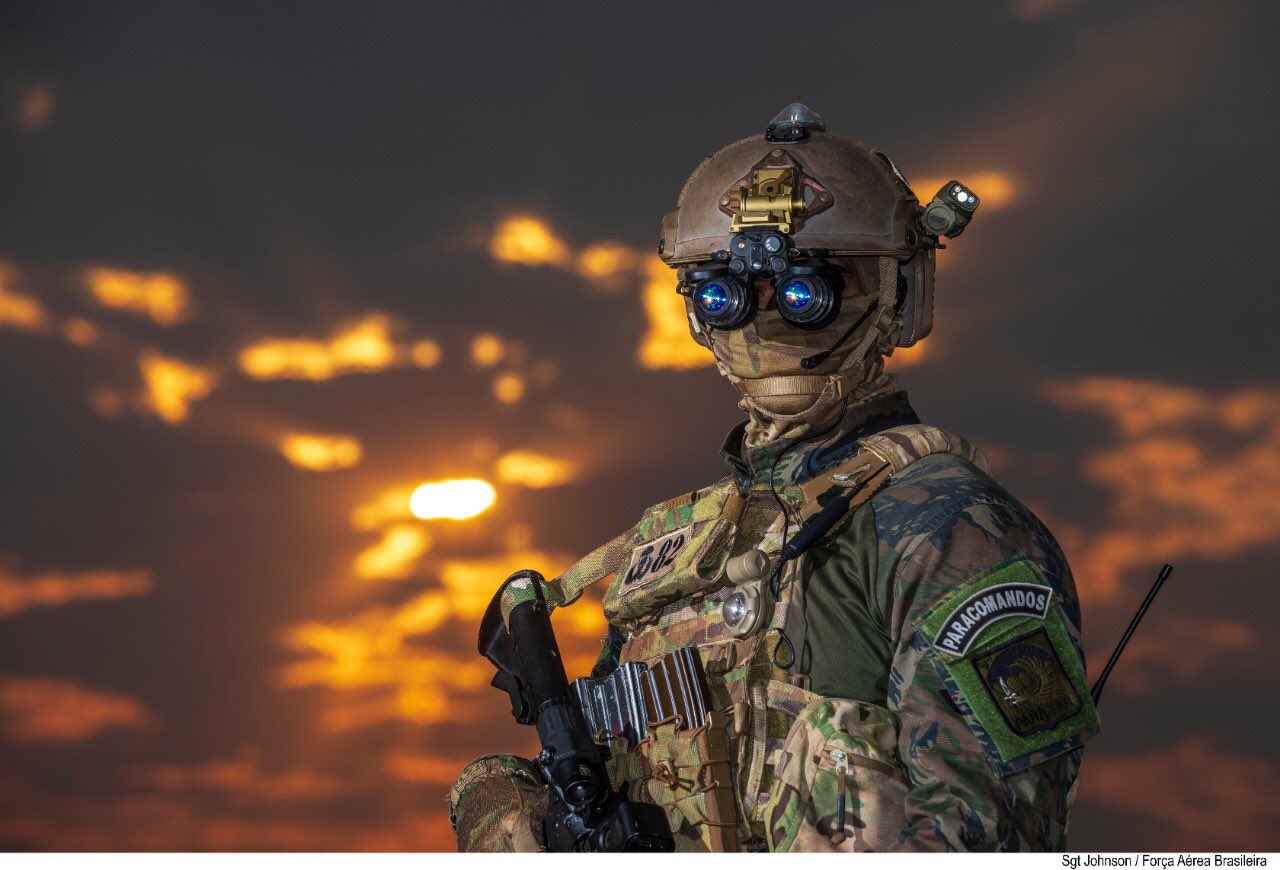
Operador Paracomandos, integrante do EAS.

Os candidatos só passam a integrar o PARA-SAR após uma longa e árdua formação militar. Ao todo, os militares realizam sete cursos operacionais. Entre eles:

### Curso de Comandos de Força Aérea (Paracomandos)

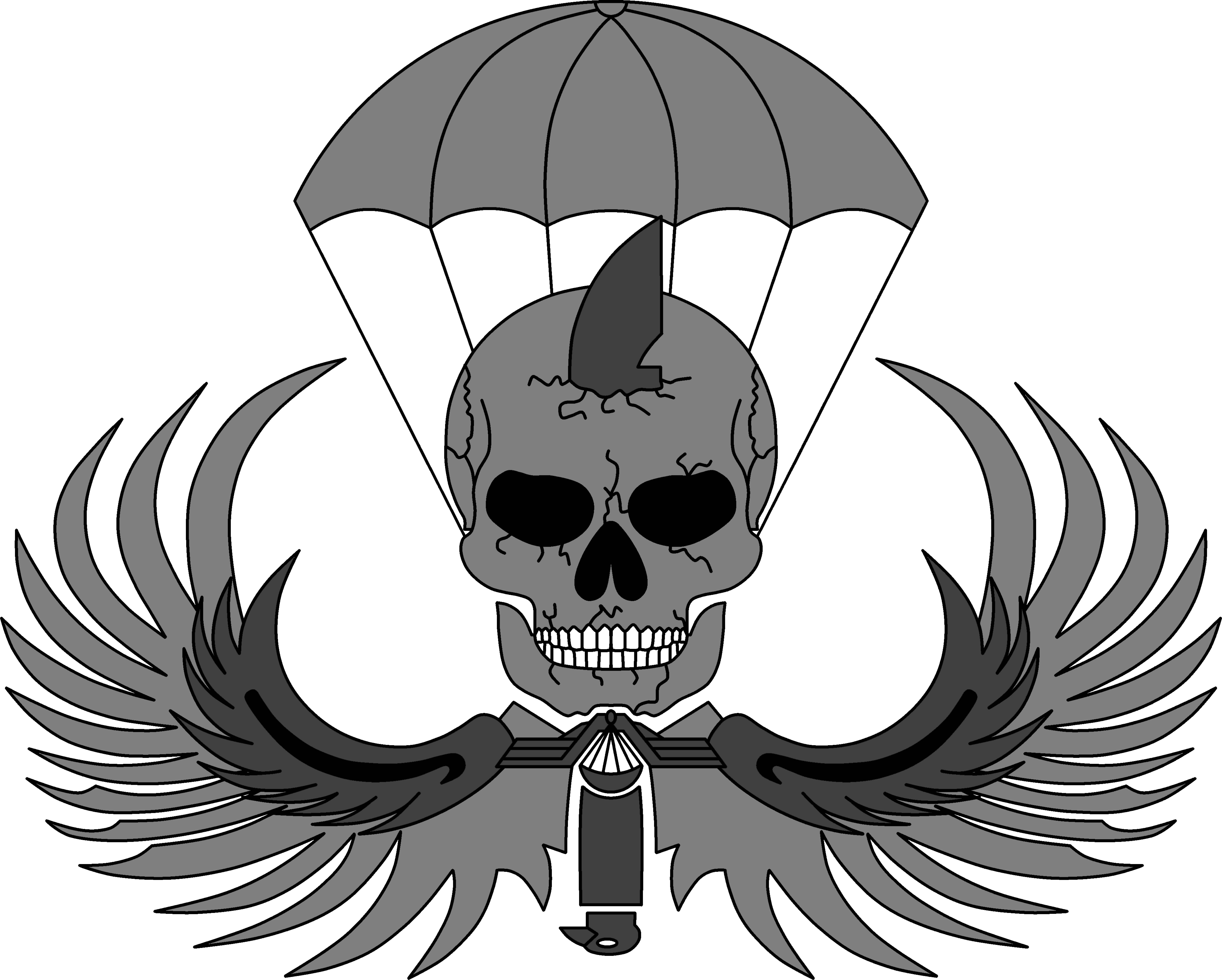
Brevê do Curso de Paracomandos

Visa capacitar os militares para atuarem em Operações Especiais. Durante três meses os alunos participam de atividades nos mais variados ambientes operacionais do País: selva, mar, montanha, área urbana e rural. As instruções exigem um alto nível de condicionamento físico e mental dos alunos. 
Fase 1 - Nivelamento Tático:
Nesta fase, os alunos possuem pouco tempo de descanso e passam por diversas avaliações, como técnicas aquáticas e defesa pessoal. Também são levados ao seu limite em longas marchas a pé conjugadas com instruções de navegação terrestre. A rotina é estressante e realizada sob condições de relevante desgaste físico e mental. 
Fase 2 - Consolidação:
O objetivo dessa fase é consolidar os atributos adquiridos na primeira fase, estimulando o raciocínio estratégico do aluno em situações não convencionais, semelhantes ao que as operações especiais exigem. Durante essa fase são transmitidos conhecimentos na área de armamento, explosivos, tiro tático, planejamento de missões especiais, operações de inteligência e de apoio à informação. 
Fase 3 - Técnica:
Essa é a fase onde os alunos aprendem métodos de infiltração no mar, de adaptação ao ambiente e de operação em relevo de montanha. Também são treinados em áreas edificadas, pelo Batalhão de Operações Policiais Especiais (PMERJ) (BOPE-RJ), e nas técnicas e táticas de contraterrorismo. 
Fase 4 - Operações:
Essa fase é composta pelo módulo de adaptação e operações na selva, ministrado pelo Esquadrão Harpia (7º/8º GAV).
Fase 5 - Conclusiva:
Essa fase promove o módulo final com instruções de combate rural e rastreamento com o Batalhão de Operações Especiais (BOPE-MS) e aplicação das técnicas de fuga e evasão, simulando o abandono de uma área hostil. 

### Curso Paraquedista da Força Aérea
São seis semanas de intenso treinamento do curso básico de paraquedismo militar da Aeronáutica. A atividade tem o objetivo de prepará-los para participarem de futuras instruções de busca e salvamento, busca e salvamento em combate e operações especiais. O curso é dividido em duas fases. 
Fase 1 - Condicionamento Físico:
Na primeira etapa do curso, os alunos passarão por exercícios de condicionamento físico. O treinamento físico é intenso para dar tônus muscular aos alunos. 
Fase 2 - Técnicas de Salto:
A segunda fase consiste no treinamento das técnicas de salto, como a saída da aeronave e chegada ao solo. Os alunos também tem instruções para salto noturno e na água. Ao final do curso, os alunos realizam saltos semi-automáticos, onde o paraquedas é acionado automaticamente após o salto, sendo um deles equipado com mochila e armamento. 

### Mestre de Salto
A missão do estágio de Mestre de Salto é preparar os militares a desempenhar os cargos e funções de saltador livre. O curso tem duração de 5 semanas e entre as disciplinas estão:
- Deveres do Mestre de Salto;
- Inspeção de aeronaves;
- Inspeção de pessoal;
- Técnica de preparação e inspeção de fardos, pacotes e mochilas;
- Lançamentos.

### Salto Livre Militar
A missão do estágio de Salto Livre é preparar os candidatos a desempenhar cargos e funções de saltador livre, capacitando-os a aplicar técnicas de utilização de instrumentos e equipamentos de salto livre, técnicas de execução de salto livre (SL), e de Salto Livre Operacional (SLOp), a pequena ou a grande altitude e, ainda, equipados com mochilas e armado, visando seu emprego em operações militares. 

### Precursor da Força Aérea
Habilita os candidatos através de técnicas Especiais a se infiltrarem em sigilo, através de salto livre, em zonas ocupadas pelo inimigo para reconhecer e balizar as melhores áreas para o lançamento de material e tropas ou para servir como Guia Aéreo Avançado. 

### Mergulho Autônomo
Nesse estágio, os alunos aprendem técnicas especiais de infiltração, assim como utilizar o equipamento de mergulho autônomo e realizar busca subaquática, salvamento e orientação em alto mar. Além de realizar a reflutuação de aeronaves. 

### Busca e Resgate em Combate (C-SaR)
Nesta fase, os alunos aprendem técnicas de operações especiais, para busca e salvamento e resgate em combate, que envolvem técnicas avançadas de infiltração e exfiltração, socorro Pré-Hospitalar, acesso a aeronaves, técnicas de busca e infiltração em locais inóspitos e de difíceis acessos, no mar, em montanha e de selva. 

## História
A história do esquadrão está estritamente ligada à história do paraquedismo na Força Aérea Brasileira. Iniciou-se em 1941, na antiga Escola de Aeronáutica do Campo dos Afonsos, na cidade do Rio de Janeiro, com Achiles Hypolito Garcia Charles Astor, pioneiro do paraquedismo civil e militar no Brasil, passando a atuar como instrutor de paraquedismo na Força Aérea Brasileira em 1941. Charles nasceu na Argélia porém ainda jovem se mudou para o Brasil, onde obteve naturalização brasileira. O Esquadrão Aeroterrestre de Salvamento foi criado por sugestão de Charles Astor que apresentou um plano de criar uma unidade de paraquedistas de resgate durante um congresso da Federação Aeronáutica Internacional realizado em Petrópolis, RJ em 1947.

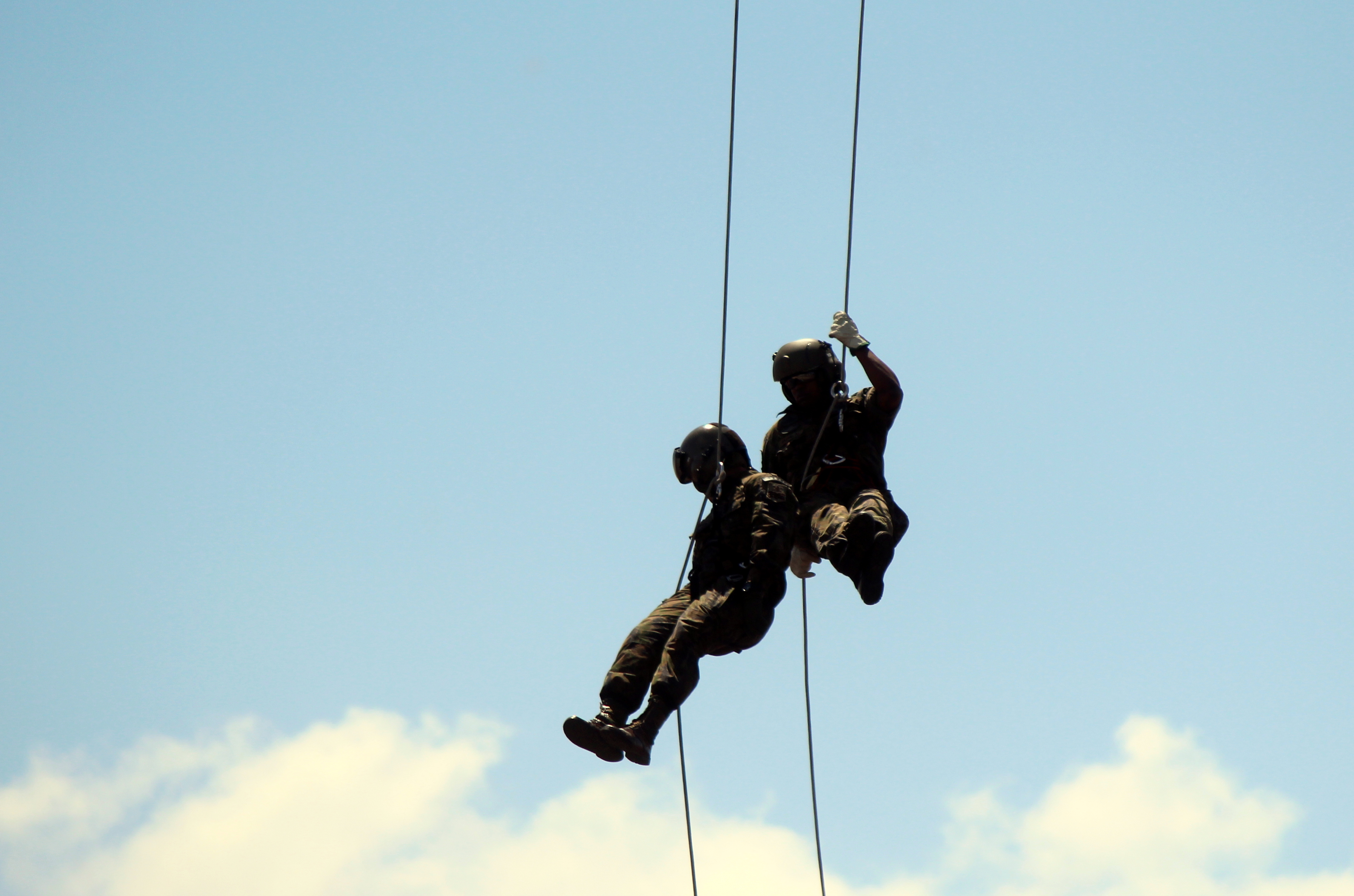
Membro do Para-SAR durante a Operação Ágata 9 em Corumbá, MS, no ano de 2015.

Nessa mesma época, na Segunda Guerra Mundial, se desenvolvia na Europa e no Pacífico, o aprimoramento das técnicas aeroterrestres e das atividades de Busca e Salvamento. Surge a partir daí a necessidade da formação de uma tropa organizada e especializada nesse tipo de atividade.
Em vista da utilização mundial do paraquedismo na segurança e na prevenção de acidentes aeronáuticos, a DR - Diretoria de Rotas Aéreas (atual DECEA - Departamento de Controle do Espaço Aéreo) iniciou estudos para a criação de um segmento com essa responsabilidade na Força Aérea, de uma maneira direta, a criação do PARA-SAR.
Em dezembro de 1945, inicia-se a formação dos pioneiros paraquedistas militares do Exército Brasileiro nos EUA, esta iniciativa fez surgir no Brasil a Escola de Paraquedistas, atual Centro de Instrução Paraquedista General Penha Brasil, do Exército. Em 1949, teve início o primeiro Curso Básico Paraquedista no Brasil, todos militares do Exército, e em 1959, forma-se a primeira turma de paraquedistas militares da Aeronáutica, composta por três oficiais e cinco sargentos. Assim, por iniciativa de tal diretoria, um grupo de voluntários, se reuniu nas instalações da antiga Escola de Aviação Militar, e passou a atuar em acidentes e em diversas situações especiais.
Em 2 de Setembro de 1963, foi criada a 1ª Esquadrilha Aeroterrestre de Salvamento, com sede na antiga Escola de Aeronáutica, concebida pelo Comando Aeronáutico Terrestre. O nome PARA-SAR, apesar de ter nascido bem antes da própria esquadrilha, nunca chegou a ser o nome oficial da unidade, sendo porém, a designação mais antiga e tradicional do paraquedista operacional em missões especiais da Força Aérea.
Em 20 de Novembro de 1973, a esquadrilha passou a constituir o Esquadrão Aeroterrestre de Salvamento, ainda sediado no Rio de Janeiro e com a incumbência de realizar o adestramento das equipes de resgate dos esquadrões de helicópteros da FAB, e o cumprimento de diversas missões especiais.
Em toda a sua história, o PARA-SAR atuou em diversas passagens importantes do Brasil, como na caça, captura e repressão aos militantes de esquerda nas décadas de 1960 e 1970, na libertação de reféns e neutralização do sequestrador do Varig Electra II em São Paulo, em 1972, ações de busca e salvamento nas grandes enchentes de Santa Catarina em 2008, e acidentes aéreos como o da GOL  em 2006 e do Air France em 2009.
Em 2011, a sede operacional do esquadrão foi transferida para a Base Aérea de Campo Grande, Mato Grosso do Sul, devido a posição estratégica da cidade de Campo Grande.

## Galeria de imagens

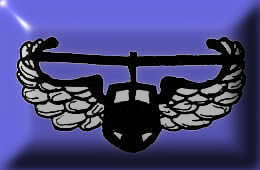
Símbolo do SAR
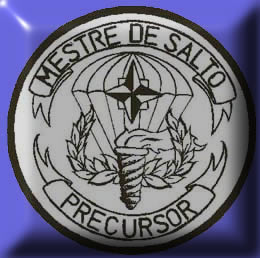
Símbolo dos Mestre de Salto e Precursor Paraquedista
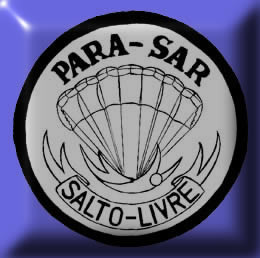
Símbolo dos realizantes do Salto Livre Militar
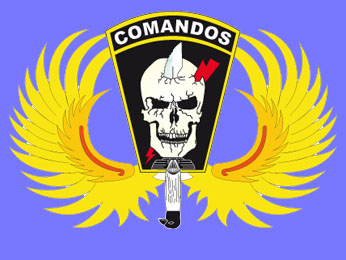
Símbolo Comandos
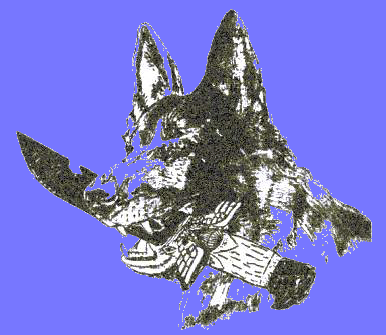
Símbolo do Pastor